# Адам Ешли-Купер
Адам Ешли-Купер (енгл. Adam Ashley-Cooper; 27. март 1984) је аустралијски рагбиста који игра за француски рагби клуб Бордо Биглс и за "Валабисе" - рагби јунион репрезентацију Аустралије.

## Биографија
Рођен је у Сиднеју, а са 15 година почео је да тренира рагби. Адам Ешли-Купер је такозвани универзалан играч (енгл. Utility back), то значи да може да игра на више позиција ( центар, аријер, крило ). Адам Ешли-Купер је играо за рагби јунион тим Брамбиси од 2005. до 2011. и у 78 утакмица постигао 70 есеја, затим је прешао у НЈВ Варатаси и у том тиму у 61 утакмици постигао 68 поена. За репрезентацију Аустралије Ешли-Купер је у 109 утакмица постигао 165 поена. После светског првенства 2015. Ешли-Купер ће наступати за француски рагби клуб Бордо Биглс.